# Família Solomin

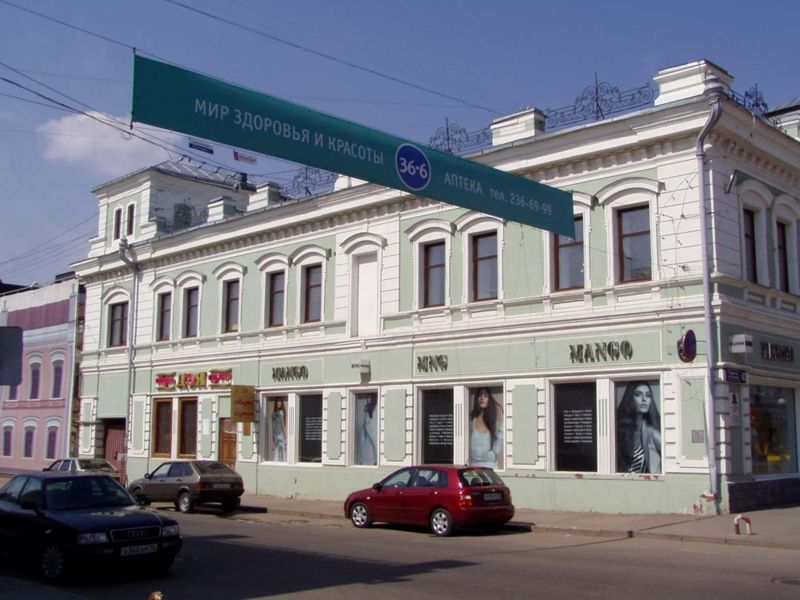
O Palácio Solomin em Kazan

Solomin (em russo: Соломины, Solominy)  - apelido de família nobre russa, descendente de Ivan Yakovlevich Aladin, através de um linha masculina de Rurik, um ancestral de Dinastia Rurikovich. 

## Membros notáveis
- Vassily Anatolyevich Solomin
- Vassily Yefimovich Solomin
- Vitaly Ivanovich Solomin
- Petr Andreevich Solomin
- Timofey Mikhaylovich Solomin
- Vera Yakovlevna Solomina

## Referência
- Соломин А. В. Род Александра Монастыря, князя Смоленского.- М.